# ジローラモ・クレシェンティーニ

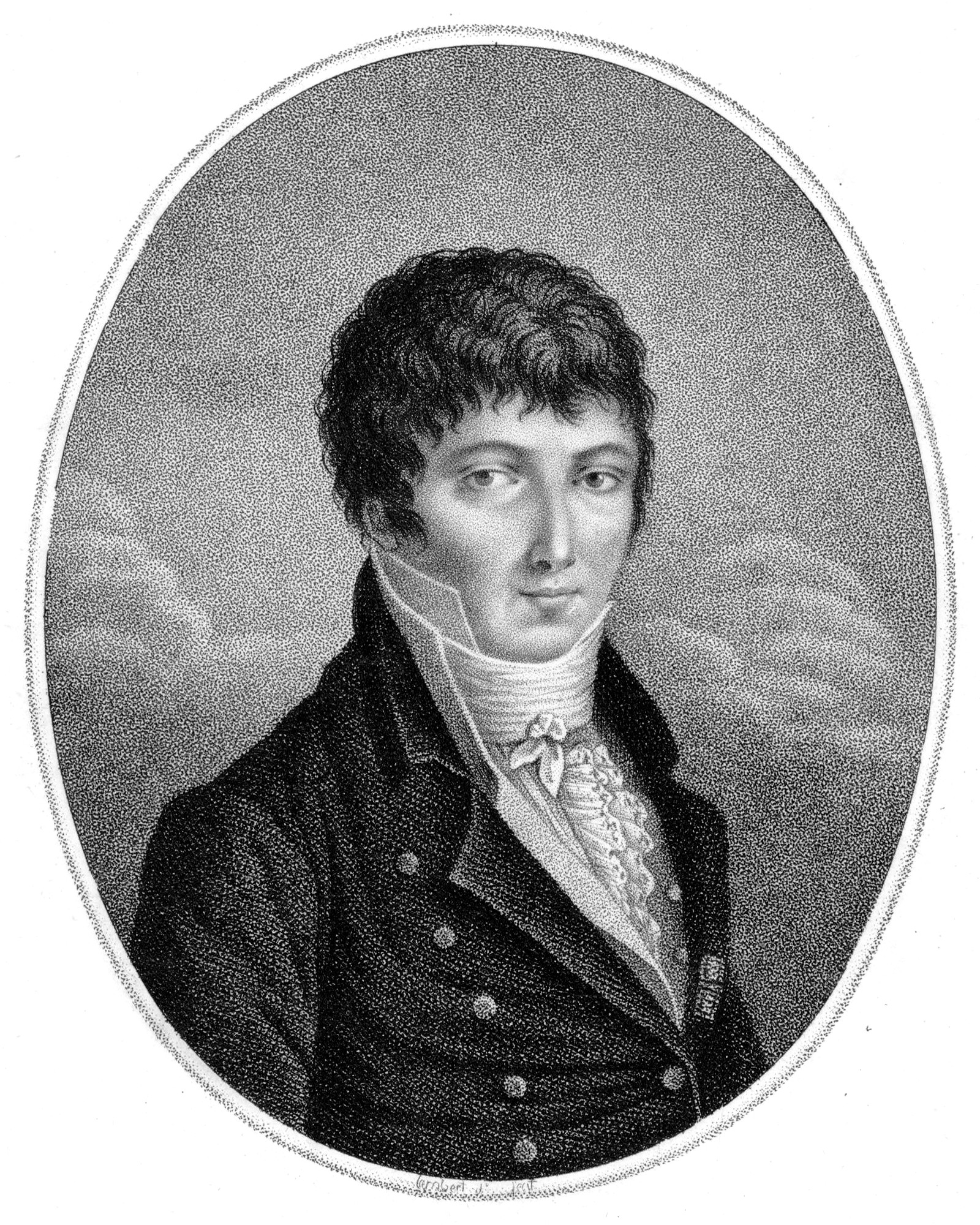
クレシェンティーニの肖像（1807年）

ジローラモ・クレシェンティーニ（Girolamo Crescentini、1762年2月2日 - 1846年4月24日）は、イタリアのソプラノ・カストラート歌手、音楽教師。
19世紀のフェティスの音楽家事典では「イタリアの生んだ最後の大歌手」と評価している。19世紀はじめにナポレオン・ボナパルトの宮廷歌手として歌ったことでも知られる。

## 生涯
クレシェンティーニはウルバーニアに生まれ、ボローニャでロレンツォ・ジベッリに学んだ。はじめは女性役としてデビューし、その後に男性主役（プリモ・ウォーモ）として歌うようになった。
1785年にはロンドンで歌ったが不評に終わった。その後はふたたびイタリア各地で歌った。1786年にはミラノのスカラ座、1787年から1789年にかけてナポリのサン・カルロ劇場で歌っている。
ジンガレッリは1793年に『アペッレとカンパスペ』（アペッレ役）、1796年には『ジュリエッタとロメオ』（ロメオ役）をいずれもクレシェンティーニが歌うことを前提として書いた。『ジュリエッタとロメオ』はクレシェンティーニの当たり曲となり、クレシェンティーニはこの作品のためのアリア「Ombra adorata aspetta」を自分で歌うために作曲している。1796年のチマローザ『オラツィオ家とクリアツィオ家』のクリアツィオ役もクレシェンティーニにあてて書かれた。
1797年にウィーン、ついでリスボンで4年間歌った。1804年に再びウィーンで歌って成功した。翌1805年にウィーンに入城したナポレオン・ボナパルトに招かれてクレシェンティーニはパリへ行き、宮廷歌手および皇族の声楽教師をつとめた。ナポレオンはクレシェンティーニを高く評価し、鉄冠勲章を授与した。
1809年にケルビーニの『ピンマリオーネ』（有名なルソーのメロドラマ『ピグマリオン』にもとづく）がテュイルリー宮殿で上演された。タイトルロールのピンマリオーネをクレシェンティーニが、ガラテアをナポレオンの愛人でもあったジュゼッピーナ・グラッシーニが歌った。当時すでにカストラートは急速に衰退しつつあった。ナポレオンは1806年の勅令で去勢を禁じてカストラートを追放した張本人だったが、自分自身はクレシェンティーニに年俸3万フランの高給を与えて召し抱えていた。
1811年にパリ音楽院のための教科書『ヴォカリッツォのための歌唱練習曲集』を出版している。
- Girolamo Crescentini (1811). Raccolta di esercizi per il canto all'uso del vocalizzo con discorso preliminare. Paris

1812年にイタリアへ戻ってからは公開の場で歌うことはなく、音楽教育者として生活した。ボローニャ音楽院を経てナポリ音楽院の声楽教師をつとめ、1846年に没するまでナポリの地にあった。